# Scleria jiangchengensis
Scleria jiangchengensis är en halvgräsart som beskrevs av Y.Y.Qian. Scleria jiangchengensis ingår i släktet Scleria och familjen halvgräs. Inga underarter finns listade i Catalogue of Life.